# Makkabæerne
Makkabæerne (hebraisk: מכבים eller מקבים eller Maqabim; latin: Machabi eller Machado; græsk: Μακκαβαῖοι, Makkabaioi) var lederne af en jødisk oprørshær, der overtog kontrollen med Judæa, som på det tidspunkt var en provins i Seleukiderriget. De grundlagde Det hasmonske dynasti, der regerede fra 164 f.v.t. til 63 f.v.t.. De etablerede den jødiske religionspraksis, dels ved tvungen konvertering, udvidede grænserne for Judæa ved erobring og reduceret påvirkning af hellenisme og hellenistisk jødedom.

## Baggrund
I det 2. århundrede f.v.t. lå Judæa mellem det ptolemæiske Kongerige baseret i Egypten og Seleukiderriget baseret i Syrien, kongeriger dannet efter Alexander den Stores (356-323 f.v.t.) død. Judæa havde været under ptolemæisk styre, men havnede under Seleukiderriget omkring 200 f.v.t.. Judæa var dengang blevet påvirket af helleniseringen påbegyndt af Alexander den Store. Nogle jøder, hovedsageligt de af den urbane overklasse, navnlig Tobiad-familien, ønskede at give afkald på jødisk lov og indføre en græsk livsstil. Ifølge historikeren Victor Tcherikover, var det vigtigste motiv for Tobiads-hellenismen, økonomisk og politisk. De hellenistiske jøder byggede et gymnasium i Jerusalem, konkurrerede i internationale græske spil, "fjernede deres omskæring og afviste den hellige pagt".